# ناگاساکی بوگیو

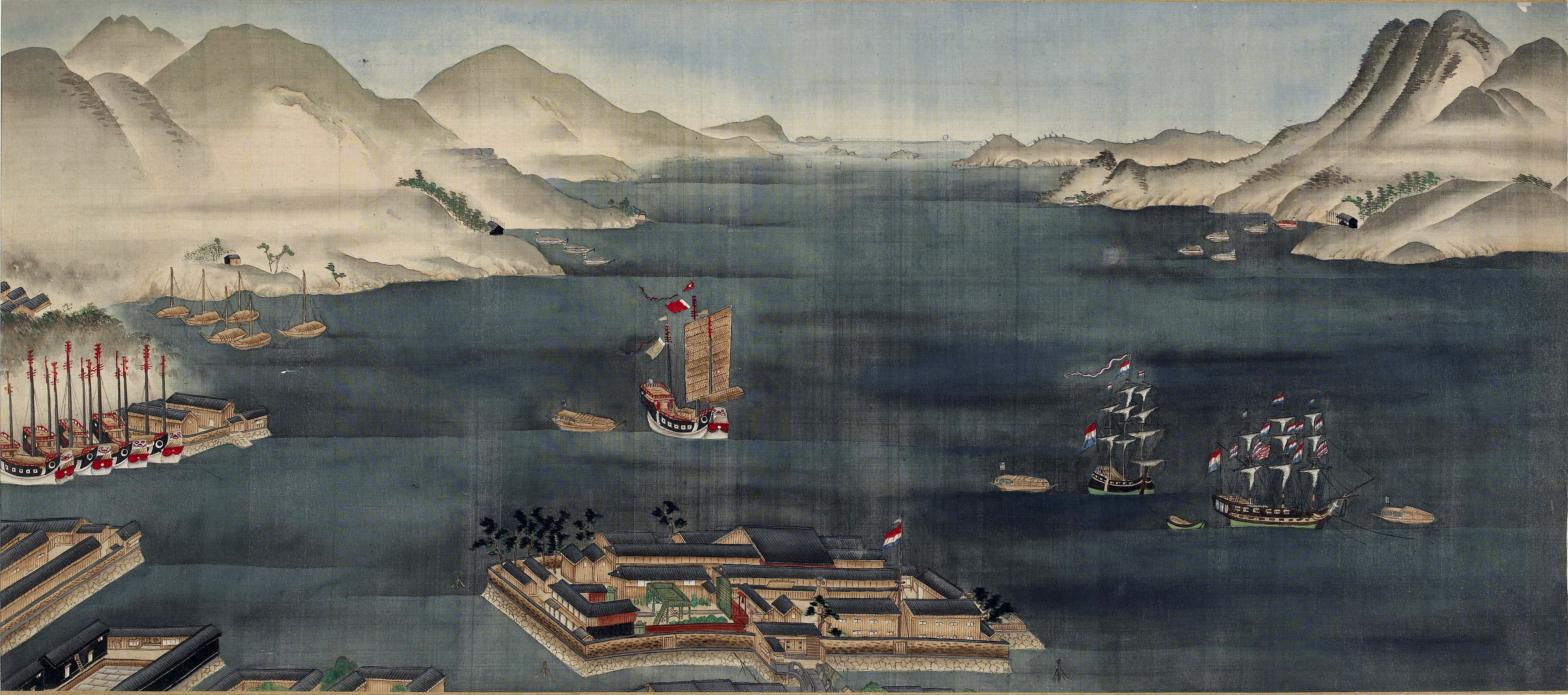
بندر ناگاساکی و دجیما

ناگاساکی بوگیو (به ژاپنی: 長崎奉行 Nagasaki bugyō)، فرماندار ناگاساکی، یکی از مقامات در شوگونسالاری توکوگاوا در دوره دوره ادو ژاپن بود. معمولاً یکی از دایمیوهای فودای برای انتصاب این مقام برجسته انتخاب می‌شد اما راه برای انتصاب افرادی که دایمیو نبودند نیز برای احراز این مقام باز بود.